# Bronchopulmonale dysplasie
Bronchopulmonale dysplasie (BPD) is een longaandoening die werd veroorzaakt door langdurige beademing. Veelal ontstaat BPD bij prematuur geboren kinderen die langdurig extra zuurstof nodig hebben. Om het risico op BPD zo klein mogelijk te houden zal beademing alleen zo kort mogelijk en als het echt niet anders kan worden toegepast.
Bronchopulmonale dysplasie is een risicofactor bij een besmetting met het respiratoir syncytieel virus (RSV).